# Forgues
Forgues település Franciaországban, Haute-Garonne megyében. Lakosainak száma 217 fő (2022. január 1.). Forgues Lahage, Monès, Plagnole, Rieumes, Laymont és Saint-Loube községekkel határos.

## Népesség
A település népességének változása:
| Lakosok száma | 90   | 75   | 120  | 178  | 198  | 203  | 212  | 220  | 223  | 217  |
|               | 1968 | 1982 | 1990 | 2006 | 2013 | 2015 | 2017 | 2019 | 2020 | 2022 |